# Virtuell partikel
En virtuell partikel är i kvantfysiken en partikel som existerar i en begränsad tid och rymd, vilket innebär en osäkerhet i dess energi respektive rörelsemängd enligt Heisenbergs osäkerhetsprincip. Begreppet virtuella partiklar uppträder i störningsteori och perturbativ strängteori inom kvantfältteori, approximativa metoder i vilket växelverkan (i allmänhet krafter) mellan inblandade partiklar beräknas i termer av utbytta virtuella partiklar.
Virtuella partiklar betraktas som de kvanta som beskriver fälten hos de fundamentala växelverkningarna. Dessa fält kan inte beskrivas med enbart med standardmodellens reella partiklar. Ett exempel är QED, kvantelektrodynamiken som beskriver elektriska och magnetiska fält. Ju kortare tid de virtuella partiklarna existerar, desto högre energi har de. Molnet av virtuella partiklar skymmer fysikernas experiment och förvränger mätresultaten. Tidigt gjordes försök att på matematisk väg korrigera bort inverkan av de virtuella partiklarna med okänd energi. Resultaten av den oändliga räckan av termer blev dock absurda och QED blev praktiskt ohanterlig. Problemet fick sin lösning och de oändliga korrektionerna ersattes av en enda term som tar bort effekten av de virtuella partiklarna, när Tomonaga Shinichirō, Richard Feynman och Julian Schwinger 1965 belönades för sina insatser. Arbeten bakom Nobelpriset i fysik 1999 till Gerard 't Hooft och Martinus J.G. Veltman var ytterligare steg på vägen.

## Egenskaper
Virtuella partiklar uppvisar några av de egenskaper som reella (verkliga) partiklar gör, som att lyda konserveringslagarna. Om en ensam partikel detekteras, så förlängs dess existens till den grad att den inte längre kan vara virtuell. Beräkningar utförs oftast med hjälp av skissartade beskrivningar som kallas Feynmandiagram, i vilka virtuella partiklar uppträder som förbindande linjer.
En virtuell partikel lyder inte exakt formeln m2c4 + p2c2 = E2. Dess kinetiska energi tar med andra ord inte alltid det vanliga sambandet med hastighet. Dess energi kan i själva verket med ekvationens negativa lösning vara negativ energi. Den kom att tolkas som antipartikel som inte ska blandas ihop med virtuella partiklar eller virtuella antipartiklar. Sannolikhetsamplituden för dess existens tenderar tas ut av förstörande interferens  över längre avstånd och tidsrymder. En virtuell partikel kan ses som en manifestation av tunneleffekt.

### Alternativ beskrivning
Eftersom virtuella partiklar inte existerar, när man "tittar på dem", utan bara dyker upp när man "tittar bort", kan de även betraktas som en form av kvantbokföring. Det är en fenomenologisk förklaring, eftersom vår nuvarande bild av verkligheten är ofullständig. Den kan komma att ersättas med en fullständigare bild av gravitationen med kvantmekaniken i förening med allmänna relativitetsteorin.

## Manifestation
Casimireffekten har undersökts med en kvantelektronisk spegel av en forskargrupp på Chalmers ledd av Per Delsing. De har i sina experiment lyckats påvisa att det verkligen finns partiklar som uppstår och sedan försvinner i ett vakuum.